# Mahavira
Mahavira (século V a.C.), também conhecido como Vardhamana, foi o vigésimo quarto tirthankara (fabricante de vau - caminho sob as águas) que reviveu o jainismo. Ele expôs os ensinamentos espirituais, filosóficos e éticos dos tirthankaras anteriores da remota era pré-védica. Na tradição jainista, acredita-se que Mahavira nasceu no início do século VI a.C. em uma família real xátria na atual Bihar, na Índia. Ele abandonou todos os bens do mundo aos 30 anos de idade e saiu de casa em busca do despertar espiritual, tornando-se um asceta. Mahavira praticou intensa meditação e severas austeridades por 12 anos, após o que acredita-se que ele tenha atingido Kevala Jnana (onisciência). Ele pregou por 30 anos e é acreditado pelos jainistas como tendo atingido moksha no século VI a.C., embora o ano varie por seita. Estudiosos como Karl Potter consideram sua biografia incerta; alguns sugerem que ele viveu no século V a.C., contemporaneamente com o Buda. Mahavira alcançou o nirvana aos 72 anos e seu corpo foi cremado.
Depois de atingir Kevala Jnana, Mahavira ensinou que a observância dos votos de ahimsa (não-violência), satya (verdade), asteya (não-roubar), brahmacharya (castidade) e aparigraha (não-apego) é necessária para a libertação espiritual. Ele ensinou os princípios de Anekantavada (realidade multifacetada): syadvada e nayavada. Os ensinamentos de Mahavira foram compilados por Indrabhuti Gautama (seu principal discípulo) como os Agamas Jainistas. Acredita-se que os textos, transmitidos oralmente pelos monges jainistas, foram em grande parte perdidos por volta do século I (quando foram escritos pela primeira vez). As versões sobreviventes dos Agamas ensinadas por Mahavira são alguns dos textos fundamentais do jainismo.
Mahavira é geralmente descrito em uma postura meditativa sentado ou em pé, com o símbolo de um leão abaixo dele. Sua iconografia mais antiga é de sítios arqueológicos na cidade de Mathura, no norte da Índia, e é datada do século I a.C. ao século II d.C. Seu nascimento é celebrado como Mahavir Jayanti, e seu nirvana é observado pelos jainistas como Diwali.

## Biografia
Mahavira pertencia à casta guerreira (xátria), sendo o seu pai, Sidarta, o líder de um clã e a sua mãe, Devananda, pertencente à casta dos brâmanes; outras tradições apresentam outros nomes para a sua mãe, como Trishala, Videhadinna ou Priyakarini, colocando-a na casta guerreira.
A narrativa afirma que  Mahavira vivia num ambiente de luxo que mais tarde abandonou, num relato que se assemelha ao da vida do Buda, do qual se julga ter sido contemporâneo. Estes dois homens viveram numa época em que as práticas religiosas tradicionais começavam a entrar em crise; em particular, o sacrifício de animais e o sistema de castas eram postos em causa e ambos rejeitavam tais práticas e o sistema.  
Por volta dos trinta anos, Mahavira deixou a sua vida confortável para se entregar a práticas ascéticas na esperança de alcançar a iluminação espiritual. Durante um ano, usou roupa, mas, depois, passou a andar nu, deixou que insetos o atacassem, sofreu ataques físicos e verbais, dormiu em locais inóspitos, praticou jejuns extremos, num período total de doze anos. Teve, também, particular cuidado em não fazer mal a qualquer forma de vida, desenvolvendo, assim, a teoria do ahimsa ou não violência. O Mahavira dedicou as seguintes décadas da sua vida a ensinar às pessoas as suas doutrinas.

## Ensinamentos
Mahavira ensinou que os humanos podem libertar-se das partículas que se agregam às suas almas, uma crença do jainismo atual, seguindo uma vida de ascetismo extremo. A tradição afirma que ele recomendou aos seus adeptos que tomassem cinco votos (mahavratas), que são os seguintes:
1. Ahimsa - não causar mal ou sofrimento a qualquer ser (não violência);
2. Satya - evitar a mentira;
3. Asteya - não se apropriar do que não foi dado;
4. Brahmacharya - não faltar à castidade;
5. Aparigraha - não se apegar às posses materiais, não ter apego pelas coisas mundanas.

Mahavira faleceu aos 72 anos, tendo os seus seguidores organizado a religião jaina, o jainismo, nos seus moldes atuais.